# Blackburn Rovers FC
A Blackburn Rovers Football Club egy angol futballcsapat Blackburnben, Lancashire-ben. Egyike azon három klubnak, melyek a liga és a Premier League megalapításánál is jelen voltak. Rajtuk kívül csak az Evertonról és az Aston Villáról mondható el ugyanez. A Championshipben szerepelnek.
A csapatot 1875-ben alapították és 1888-ban alapító tagja lett az Angol Labdarúgó Ligának. 1890-ben költöztek be jelenlegi otthonukba, az Ewood Parkba. A Premier League 1992-es létrejötte előtt, leginkább az 1930-as években értek el sikereket. Ekkor megnyerték a bajnokságot és az FA-kupát több alkalommal. Az 1966-os kiesés után 26 évet töltöttek az élvonalon kívül.
1992-ben ismét az élvonalban szerepelhetett a klub. Leginkább annak köszönhetően, hogy egy helyi foci fanatikus, az acélmágnás Jack Walker felvásárolta őket. Kenny Dalglish vezetésével 1995-ben a Blackburn Rovers bajnok lett, miután milliókat költött olyan játékosokra, mint Alan Shearer vagy Chris Sutton. A nagyok azonban hamar szétszéledtek és 1999-ben kiesett a gárda. Két évvel később visszajutottak az élvonalba, de a 2012/2013-as szezonra az új tulajdonosok hozzá nem értésének és a nem megfelelő menedzseri stábnak köszönhetően ismét a másodosztályban kötöttek ki. Az UEFA-Kupába négyszer jutottak be, egyszer Ligakupa-győztesként, kétszer bajnoki hatodikként, egyszer pedig az Intertotó Kupában harcolták ki az európai szereplést.
A klub latin mottója az „Arte et labore”, melyet a városi címerből vettek át, amely szó szerint azt jelenti, hogy „Művészet és munka által”, de a csapat fordításában így hangzik: „Tehetség és kemény munka”.

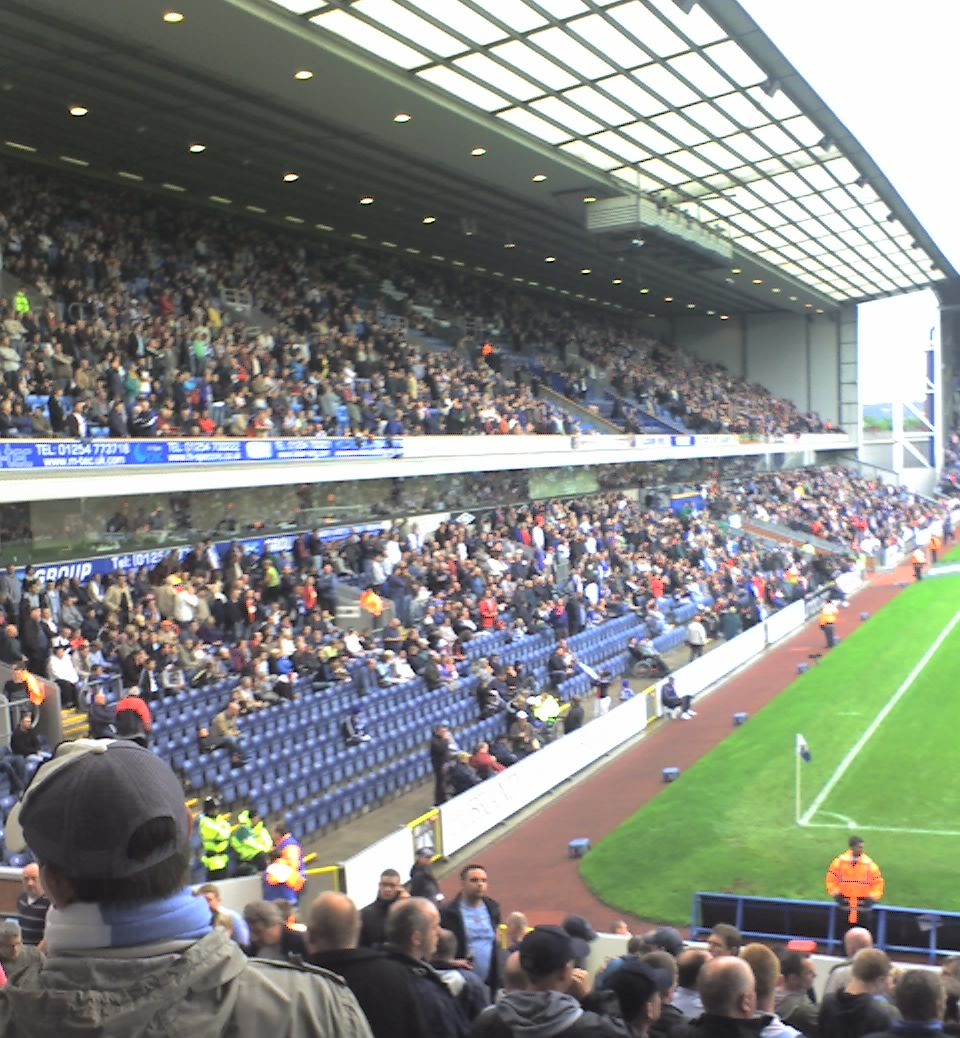
A Jack Walker Lelátó meccs közben

## Klubtörténet

### Kezdeti évek
A Blackburn Rovers megalapításának ötlete John Lewis és Arthur Constantine fejében született meg egy Leger Hotelben tartott gyűlésen, 1875. november 5-én. A klub első titkára Walter Duckworth, kincstárosa Lewis lett. Mivel több alapító tag gazdag és befolyásos volt, a Rovers hamar a város többi csapata fölé nőtt. A 19. században Blackburn városának másik két leghíresebb klubja a Blackburn Olympic (1883-as FA-kupa-győztes) és a Blackburn Park Road.
A csapat első meccsét 1875. december 18-án rendezték meg egy Church nevű faluban és 1-1-es döntetlennel végződött. Nem maradtak fent hivatalos iratok a felállásról, de úgy tudni a 2-2-6-os hadrendet a következő játékosok alkották: Thomas Greenwood (kapus), Jack Baldwin, Fred Birtwistle, (szélső hátvédek), Arthur Thomas, J. T. Sycelmore (középhátvédek), Walter Duckworth, John Lewis, Thomas Dean, Arthur Constantine, Harry Greenwood, Ed Youngson (csatárok). Akkoriban a középhátvédek összekötőnek számítottak a valódi védelem és a csatársor között, ezért nem 4-0-6-os felállásról beszélnek.
Ebben az időben a klubnak nem volt saját pályája és első évében a bevétele alig volt több 2 fontnál.
Az 1876/77-es idényben végre pályát is szereztek, egy kis farmot béreltek Oozeheadben, a város nyugati részén, a Preston New Roaddal szemben. A játékterek egy kis rét alkotta egy öntöző lyukként funkcionáló gödörrel a közepén, melyet a meccsekre befedtek palánkokkal és fűvel. Néhány meccset a Pleasington Cricket Groundon is játszottak.
Ezt követően a Blackburn kibérelte az Alexandra Meadowst, mely az East Lancashire Cricket Club otthona volt. Első meccsüket a Patrick Thistle ellen játszották ott. Eddig ez volt a legnevesebb ellenfelük, de 2-1-re győztek.
1878. szeptember 28-án 22 másik csapattal együtt megalapították a Lancashire-i Labdarúgó-szövetséget. 1879-ben először indultak az FA-kupában. A Tyne Association Football Club 5-1-es legyőzése után a harmadik körbe jutottak, ahol 6-0-ra kiütötte őket a Nottingham Forest.
A klub háza táján az 1880-as években vita tört ki amiatt, hogy gyakran alkalmazott nem blackburni játékosokat a sérültek vagy egyéb okból nem bevethetők pótlására. Ez sértette a Lancashire-i Labdarúgó-szövetség (LFA) szabályait. A helyzet csak rosszabbá vált 1881-ben, amikor a Darwen egyik játékosa a Rovershez igazolt. Ekkor rivalizálás alakult ki a két klub és a két város lakói között is. A Darwen azzal vádolta a blackburnieket, hogy túl nagy fizetést ígértek a játékosnak (Fergie Suter), mivel már profivá váltak. Az ezt következő Darwen-Blackburn meccsek gyakran hatalmas verekedéseket eredményeztek a pályán belül és kívül is. A két gárdát a Lancashire Kupában is összesorsolták, de nem voltak hajlandóak megegyezni az időpontot illetően, így kizárták őket a sorozatból.

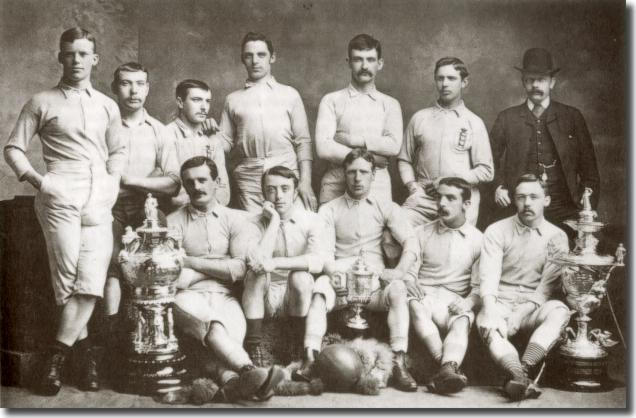
Az 1884-es FA Kupa-győztes csapat

Az 1881/82-es idényben a Blackburn még mindig az Alexandra Meadowst használta, de elkezdett keresni egy saját pályát. Nem sokkal később a Leamington Streetre költöztek, ahol 500 fontból új lelátót építtettek, melyen 600-700 néző foglalhatott helyet. A pálya köré palánkokat raktak, hogy elejét vegyék az újabb, Darwen elleni rendbontásoknak. Egy díszes kaput is kovácsoltattak, melyen rajta volt a klub és a pálya neve.
1882. március 25-én a csapat bejutott az FA-kupa döntőjébe, ahol az Old Etonians volt az ellenfél. A Blackburn volt az első vidéki csapat, mely a fináléba került, de győzniük nem sikerült. Ezt követően éppen a nagy rivális Darwen ellen estek ki, már a második körben. Ebben az évben a Blackburn Olympic lett a kupagyőztes. A Rovers végül 1884. március 29-én ért fel a csúcsra ebben a sorozatban, a skót Queen’s Park elleni döntőben. A következő kiírás fináléján ugyanez a két csapat mérkőzött meg és ismét a blackburniek diadalmaskodtak. 1886-ban sorozatban harmadszor is győztek, ezúttal a West Brom volt az ellenfél. A különleges „mesterhármasért” kaptak egy külön ezüsttálat és kirakhatták címerüket a szögletzászlókra.
Az 1885/86-os szezonban lett teljesen legális a profizmus a labdarúgásban. A Rovers 615 fontot költött fizetésekre, de ez mégis egy kiábrándító évad lett a számukra, hiszen az FA Kupából már a második körben kiestek és a bajnokságban is sok vereséget szenvedtek. A többi kupasorozattól is hamar búcsúztak.

### Labdarúgó Liga és az Ewood Park
1888. március 2-án William McGregor, egy birminghami bolttulajdonos és az Aston Villa vezetőségének egyik tagja levelet küldött öt csapatnak – a Blackburn is köztük volt –, melyben megírta, hogy az ország 12 legjobb csapatának külön bajnokságot kellene alakítania. A profizmus bevezetésével megnőtt az igény egy szervezett rendszerre, hiszen eddig szabálytalanul váltogatták egymást a barátságos és tétmeccsek. 1888. március 22-én a londoni Anderton Hotelben gyűltek össze a klubok képviselői, ennek a találkozónak az eredményeként aztán megalakult az Angol Labdarúgó Liga, melynek a Rovers is tagja lett. Első szezonjukban negyedikek lettek és veretlenek maradtak hazai pályán.

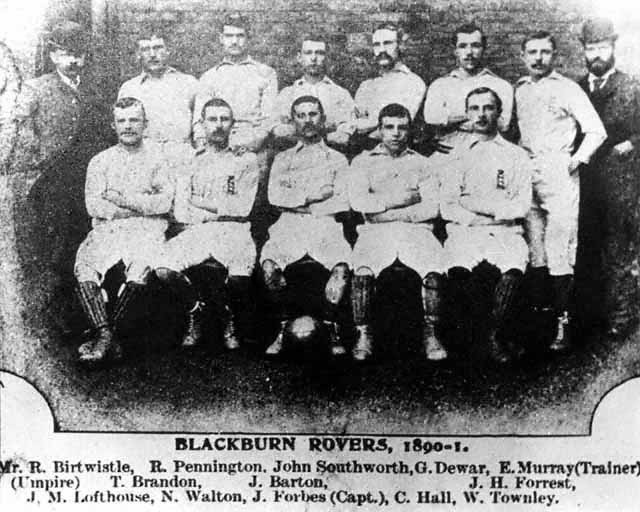
Az 1891-es FA Kupa-győztesek

1890-ben ismét bejutottak az FA-kupa döntőjébe. A Kennington Ovalban rendezett meccsen magabiztos játékkal 6-1-re nyertek a Sheffield Wednesday ellen. William Townley három gólt lőtt, ezzel ő lett az első olyan játékos, aki a kupadöntőn mesterhármast szerzett. Ebben az évben egy újabb fontos lépés is bekövetkezett a klub életében, beköltöztek az Ewood Parkba, mely máig az otthonuk.
A stadion 1882-ben épült négy helyi üzletember ötletéből. 1890-ig különböző sporteseményeknek adott otthont, majd a Rovers megvásárolta és körülbelül 1000 fontot költött a modernizálására. 1890. szeptember 13-án került sor az avatóra egy Accrington elleni, 0-0-ra végződő találkozó keretében.
Az 1890/91-es idényben ötödszörre is megnyerték az FA Kupát, ezúttal a Notts County volt az ellenfél a döntőben. Ettől kezdve azonban folyamatosa elszegődött a szerencse a csapat mellől. 1896/97-ben csak azért maradhattak az élvonalban, mert kibővítették azt. 1896-ban debütált a csapatban Bob Crompton, aki 50 évig szolgálta a Blackburnt és játékosként majd menedzserként is megnyerte az FA Kupát.
A 19. század hátralévő éveiben a Rovers rendre a kiesés ellen küzdött és sokszor alig sikerült megmenekülniük.

### A 20. század eleje
A gárda továbbra is szenvedett, de az eredmények fokozatosan elkezdtek javulni. Az Ewood Park is átalakításokon ment keresztül. 1905-ben a Darwen End fölé tető került, a munkálatok körülbelül 1680 fontba kerültek. 1907-ben pedig megnyitották a Nuttal Standot. A 20. század első három évtizedében a Rovers ismét Anglia egyik legjobb csapatává nőtte ki magát. 1912-ben és 1914-ben bajnokok lettek, majd 1928-ban újra megnyerték az FA Kupát. Ezután a kupasiker után viszont majdnem 70 évig nem nyertek semmit.

### A 20. század közepe
A Blackburn általában a tabella közepén zárta a szezonokat, majd 1936-ban kiestek az élvonalból. Ez volt az első ilyen alkalom a liga megalapítása óta. Az utolsó meccsük is tartogatott érdekességeket annak ellenére, hogy már biztos volt a kiesésük. Az Aston Villával játszottak a Villa Parkban, ahol legyőzték a hazaiakat és magukkal rántották őket a Second Divisionba. A kék-fehérek szenvedtek a második vonalban, majd a második világháború előtti utolsó szezonban bajnokként feljutottak.
A háború után újraindult a bajnokság és a Rovers azonnal kiesett. Ezt követően 10 évig a másodosztályban maradtak. 1958-as feljutások után stabil középcsapattá váltak a First Divisionban. Több kísérletet is tettek egy újabb trófea begyűjtésére, 1960-ban egészen az FA-kupa döntőjéig jutottak, ahol kikaptak a Wolverhamtpon Wandererstől. A blackburniek a találkozó nagy részében 10 emberrel játszottak, mivel Dave Whelan lába eltört és ekkor a szabályok még nem tettek lehetővé cserét. A vereség ellenére a meccs legjobbjának a Rovers balszélsőjét, Ally MacLeodot választották meg, aki később a skót válogatottba is bekerült. Az 1960-as években a csapatban több válogatott játékos is megfordult. 1966-ban ismét kiestek és 26 évig nem is jutottak vissza.

### 1970-es és 1980-as évek: További gondok
Az 1970-es években a gárda a másod- és harmadosztály között hullámvasutazott, 1975-ben bajnokok lettek a Third Divisionban, de az élvonalba való feljutáshoz egyáltalán nem kerültek közel. Utolsó idényük a harmadik vonalban az 1979/80-as volt, amikor másodikként jutottak fel. Azóta egyszer sem kerültek a második vonalnál lejjebb. 1989-ben bejutottak a rájátszás döntőjébe, ami akkor még kétfordulós volt, de kikaptak a Crystal Palace-tól. Ezt követően a csapatot felvásárolta a helyi acélmágnás, Jack Walker.

### Újjászületés Jack Walker alatt

#### Vissza a csúcsra (1991-1994)
Walker túl későn vásárolta fel a klubot ahhoz, hogy az elkerülje a kiábrándító, 19. helyezést a másodosztályban az 1990/91-es idényben. Az új tulajdonos hamar elkezdett nagy összegeket áldozni új játékosokra. Az 1991/92-es szezon elején még Don Mackay volt a menedzser, de helyét hamar átvette Kenny Dalglish. A Rovers egyre jobban teljesített, az automatikus feljutás is kilátásba került, de aztán nagy fordulat következett be. Hat meccset vesztettek sorozatban és a rájátszást érő helyek alá zuhantak. Egy Plymouth elleni győzelemmel azonban hatodikok lettek, így részt vehettek a rájátszásban, ahol eddig egyszer sem volt sikerük. Az elődöntőben a Derby County volt az ellenfél. A Kosok hamar kétgólos előnyre tettek szert, de a blackburniek végül 4-2-re győztek. A visszavágó 2-1-es Derby győzelmet hozott, amivel a kék-fehérek jutottak tovább. A Leicester volt az ellenfél a döntőben, ahol végül a Blackburn nyert 1-0-ra, Mike Newell tizenegyesgóljával. Newell korábban a Rókák játékosa volt és szinte az egész szezont kihagyta lábtörés miatt. Találata azt jelentette, hogy csapata is alapító tagja lett a Premier League-nek.
A Rovers 1992 nyarán címlapra került azzal, hogy rekordnak számító 3,5 millió fontért leigazolta Alan Shearert a Southamptontól. Más játékosok is érkeztek, például Graeme Le Saux, Stuart Ripley és Kevin Gallacher. A szezon végéig bajnokesélyes volt a csapat, majd negyedik helyen futott be, akkor ez még nem volt elég az UEFA-kupa-induláshoz sem. Az 1993/94-es szezon előtti két legnagyobb igazolás David Batty és Tim Flowers voltak, ők sokat segítettek a kék-fehéreknek abban, hogy másodikként zárják a szezont a Manchester United mögött. Ezt követően a klub ismét megdöntötte a brit átigazolási rekordot, hiszen 5 milliót fizetett a Norwichnak Chris Suttonért. Sutton és Shearer gólerős kettősét „Sutton and Shearer”-ként emlegették, ennek a rövidítése volt az SAS, mely a brit különleges erő neve is. A Rovers szerezte a Premier League 1000. gólját.

#### Bajnokcsapat (1994/95)
A gárda hamar kiesett az UEFA-Kupából, az FA-kupából és a Ligakupából, ami kezdetben nagy csalódás volt, de végül kifizetődött, hogy csak a bajnokságra kellett koncentrálniuk. Végig bajnokesélyesek voltak, de a Manchester United komoly ellenfél volt. Két egymás elleni meccsükön a Vörös Ördögök diadalmaskodtak. Először az Ewood Parkban csaptak össze, ahol a Rovers vezetést szerzett, de Henning Berget igazságtalanul kiállították és büntetőhöz jutott a United, melyet Éric Cantona értékesített. Végül a vendégek nyertek 4-2-re. A második találkozót 1-0-arányban nyerték a manchesteriek úgy, hogy a Blackburn egyenlítő gólját érvénytelenítették. A kék-fehérek szinte végig vezették a tabellát, de az utolsó fordulóban 2-1-re kikaptak a Liverpooltól, így úgy tűnt, vége a bajnoki álmoknak. A Manchester United viszont 1-1-es döntetlent játszott a West Ham Uniteddel, így a blackburniek emelhették magasba a bajnoki trófeát. Ez volt az első ilyen alkalom 1914 után. Jack Walker álma valóra vált öt évvel azután, hogy felvásárolta a csapatot, azaz egy a másodosztályban is szenvedő gárdából bajnokot faragott.

#### Ray Harford-éra
A bajnokság megnyerése után Dalglish menedzserből sportigazgató lett, helyét Ray Harfordnak adta át. A Rovers gyengén kezdte az 1995/96-os szezont és sokáig a tabella alsó részén helyezkedtek el. A Bajnokok Ligájában sem volt jobb a helyzet, négy ponttal utolsóként végeztek a csoportjukban. Akadt azonban néhány szép pillanat is, például a Nottingham Forest elleni 7-0-s vagy a Rosenborg elleni 4-1-es siker. Utóbbin Mike Newell kilenc perc alatt mesterhármast szerzett, máig ez a BL leggyorsabb mesterhármasa. Alan Shearer ismét kitett magáért, ő lett az első, aki három szezonon keresztül folyamatosan a 30 gólos álomhatár fölé jutott. A csapat az idény második felére összeszedte magát és végül hetedik lett, alig lemaradva az UEFA-Kupáról.
Shearer lett az 1996-os EB gólkirálya, így nem csoda, hogy folyamatosan jelentek meg olyan hírek, melyek óriásklubokkal, például a Manchester Uniteddel hozták őt szóba. A Vörös Ördögökhöz viszont semmiképpen nem akarták elengedni a két csapat közti rivalizálás miatt, ezért inkább a Newcastle United ajánlatát fogadták el. A 15 millió fontos vételár új brit rekordnak számított.
Az 1996/97-es évad rendkívül rosszul indult, a kék-fehérek első tíz meccsükből egyet sem nyertek meg és az utolsó helyen álltak. Egyre valószínűbbnek tűnt, hogy a két éve bajnokságot nyerő csapat kiesik. Nem csoda, hogy Harford távozott, helyére az addigi asszisztens, Tony Parkes lépett. Irányítása alatt javultak az eredmények és 13. helyen végzett a gárda.
1996. december 16-án úgy tűnt, hogy Sven-Göran Eriksson veszi át az irányítást az Ewood Parkban, aminek sokan örültek volna, de a svéd mester végül a Laziót választotta, mellyel később meg is nyerte a bajnokságot.

#### Új remény és kiesés
1997 nyarán Roy Hodgson lett a Blackburn menedzsere, kinevezése pozitív hatással volt a csapatra. Leigazolta Martin Dahlint, a tehetséges svéd csatárt és Stéphane Henchoz-t. A Rovers lett a Premier League egyik legszórakoztatóbb csapata, 38 meccs alatt 57 gólt szereztek a játékosok, ebből hetet egy meccsen, a Sheffield Wednesday ellen. Chris Sutton és Kevin Gallacher termékeny duót alkottak, ezzel feledtetni tudták Dahlin rendkívül rossz formáját, aki hátsérüléssel is küszködött. A hatodik hely elérésével a csapat bejutott az UEFA-Kupába. Hodgson mindig támadó stílusban küldte pályára játékosait, melynek eredményeképpen olyan élvezetes meccseket játszottak, mint a Leeds elleni 4-3-as vereség vagy a Leicester elleni 5-3-as győzelem. A blackburniek tehát ismét kijutottak az európai porondra és a támadójátékra sem lehetett panasz, így mindenki bizakodva nézett az 1998/99-es szezon elé.
A kezdet azonban szörnyen sikerült és Hodgsont ki is rúgták, miután a csapat 2-0-s vereséget szenvedett az utolsó Southamptontól, így a kiesőzónába került. Több kulcsjátékos, például Tim Flowers vagy Sutton is megsérült és az átigazolási piacon sem ügyeskedett a gárda. Kevin Davies 7,5 millió fontos szerződtetése egyáltalán nem volt jövedelmező, csatár létére 24 meccsén mindössze egyszer talált be. A gondok tovább növekedtek, amikor az addigi kapitány, Tim Sherwood a Tottenham Hotspurhöz igazolt, így nem maradt igazi vezető. A Manchester United egykori sikeres játékosa, Brian Kidd váltotta Hodgsont és egy időre ki is vezette a kék-fehéreket a kiesőzónából. A fordulópont az volt, amikor 3-3-as döntetlent játszottak a Southamptonnal úgy, hogy előtte 3-1-re vezettek. A hátralévő találkozókon még 3-0-ra megverték az Aston Villát, de a Manchester United elleni döntetlen a szezon végén kiesést eredményezett. A téli átigazolási időszakban Nathan Blake, Christian Dailly, John McAteer, Keith Gillespie, Sebastien Perez és Lee Carsley is az Ewood Parkba igazolt, de egyikük sem vált be. Négy évvel a bajnoki siker után tehát a másodosztályba került a klub.

### Az új évezred eredményei

#### Harc a visszajutásért
Az 1999/00-es idény csalódást jelentett a Rovers számára, hiszen ők voltak a legesélyesebbek a feljutásra. Kiddet októberben kirúgták, mivel a csapat éppen, hogy a kiesőzóna felett foglalt helyet. Ismét Tony Parkes vette át az irányítást, ő csak addig volt hivatalban, míg meg nem érkezett Graeme Souness. A tulajdonos, Jack Walker a 2000/01-es évad elején elhunyt, így mindenki a feljutást tűzte ki célul, hogy így adózzanak az üzletember emlékének. Végül másodikként végeztek a Fulham mögött, ami automatikus feljutást ért. Olyan remek fiatal játékosok erősítették ekkor a gárdát, mint Matt Jansen, Damien Duff vagy David Dunn és Brad Friedel kapus is ekkor érkezett. Így tehát remek esélyekkel vágtak neki a következő szezonban.

#### Visszatérés és kupasiker
A visszajutás utáni első évadban tizedikek lettek és leigazolták Andy Cole-t a Manchester Unitedtől klubrekordnak számító 8 millió fontért. Majd megnyerték történetük első Ligakupáját, a döntőben a Tottenhamet verték 2-1-re. Itt éppen Cole lőtte a győztes gólt. A Jansen-Cole kettős remekül teljesített, de egyiküket sem hívták meg a 2002-es VB-re. Még a szezon kezdete előtt a klubhoz érkezett a török Tugay Kerimoğlu, az olasz Corrado Grabbi és az ausztrál szélsőhátvéd, Lucas Neill. Grabbi rossz teljesítménye ellenére jól teljesítettek a blackburniek, a West Hamnek például hét gólt lőttek. A Ligakupa-sikerük miatt a 2002/03-as idényben az UEFA-Kupában is indulhattak.
2002 nyarán Dwight Yorke is az Ewood Parkba került, ahol együtt szerepelhetett korábbi manchesteri társával, Cole-lal, akik az 1990-es években nagyon sikeresek voltak. Jó döntés volt leigazolni Yorke-ot, hiszen Jansen motorbalesetet szenvedett a felkészülési időszakban és súlyos fejsérülései miatt szinte az egész szezont kihagyta. Grabbi és Egil Ostenstad gyenge szereplése és Mark Hughes visszavonulása után a Roversnek új támadókat kellett keresnie. A fejlődés folytatódott, végül hatodikok lettek, miután az utolsó fordulóban 4-0 arányban legyőzték a Spurst. Duff és Dunn volt a szezon két legjobbja blackburni részről, de Friedel is parádézott. Az idény során kétszer is megverték az Arsenalt, egyszer a Manchester Unitedet és a Newcastle United elleni 5-2-es sikert is érdemes megemlíteni. Hakan Şükür leigazolása jól jelezte a klub elismertségét, bár az UEFA-Kupából hamar kiestek a későbbi döntős Celtic ellen és a Yorke-Cole duó sem volt olyan jó, mint ahogy várták. Ennek ellenére volt ok a bizakodásra.

#### 2003-2005: Formaromlás
A 2003/04-es szezon elején a két közönség kedvenc, Dunn és Duff távozott, amivel valószínűtlenné vált, hogy a csapat meg fogja tudni ismételni a korábbi sikereket. Dunn maga kérte átadólistára helyezését, mivel összeveszett a menedzserrel. Áron alul, 5,6 millió fontért a Birmingham Cityhez igazol, ami egyáltalán nem tetszett a szurkolóknak. Duffért 17 milliót kapott a klub a Chelsea-től, ezt a pénzt erősítésekre költötte Souness. Brett Emerton, Lorenzo Amoruso, Stephen Reid, Markus Babbel és Dino Baggio is a Blackburnhöz került, utóbbi kettő kölcsönben. Henning Berg viszont a távozók között volt.
A félelmek ellenére jól indult az évad, a frissen feljutott Wolverhampton 5-1-es vereséget szenvedett az Ewood Parkban. Egyesek már a bajnoki esélyekről kezdtek beszélni. Leigazolták a Rangers csapatkapitányát, Barry Fergusont is, de hamarosan fordult a szerencse és sorozatos hazai vereségek következtek, ami miatt a kiesés is kilátásba került. Souness munkája veszélybe került, nagy szükség volt valakire, aki javít a helyzeten. Egy ismeretlen csatár, Jon Stead tűnt fel ekkor szinte a semmiből és nagy szerepe volt abban, hogy a Rovers végül 15. lett. Utolsó hat meccsükből négyet megnyertek (a Fulham, a Leicester City, az Everton és a Manchester United ellen). Sem Yorke, sem Cole nem villogtak, Ferguson pedig térdsérülése miatt a fél szezont kihagyta.
Souness a 2004/05-ös idény elején elhagyta a Blackburnt a Newcastle kedvéért. A kispadra ezután Mark Hughes ült le, aki rengeteget segített a csapatnak játékosként is. A walesi mester 15. helyig vezette a kék-fehéreket és bejuttatta őket az FA-kupa elődöntőjébe is, ahol kikaptak az Arsenaltól. Hughes érkezése után a Rovers lett az egyik legmasszívabb gárda a Premiershipben. Ez olyan játékosok érkezésének is köszönhető volt, mint Ryan Nelsen vagy Aaron Mokoena. 2005 nyarán a walesi válogatott csatár, Craig Bellamy is a csapathoz került.

#### Visszatérés az európai porondra
A 2005/06-os szezon végén a blackburniek 1-0 arányban legyőzték a bajnok Chelsea-t, ezzel bebiztosították hatodik helyüket és bejutottak az UEFA-Kupába. Ez volt a harmadik kvalifikációjuk öt éven belül és a hatodik 1994 óta. Bellamy visszafizette Hughes bizalmát, hiszen 22 meccsén 17 gólt szerzett, ebből 13-at a bajnokságban. Morten Gamst Pedersen még Souness alatt került a csapathoz, de csak Hughes alatt vált sztárrá. Akkor hárult rá a legnagyobb figyelem, mikor a Manchester United 2-1-es legyőzése során mindkét Rovers-gólt ő szerezte.

#### 2006/07
Az UEFA-kupa-kvalifikációt követően a csapat leigazolta Benni McCarthyt a Portótól, hogy vele pótolják a távozó Bellamyt. Rosszul kezdték a szezont, első három meccsükön a lehetséges kilenc pontból mindössze egyet gyűjtöttek be. Az UEFA-kupa első körében a Red Bull Salzburggal sorsolták össze őket, ahonnan 4-2-es összesítéssel bejutottak a csoportkörökbe. Az „E” jelű csoportba kerültek, a Wisla Krakkó, az FC Basel, a Feyenoord Rotterdam és az AS Nancy mellett. Innen elsőként jutottak tovább, majd a Bayer Leverkusennel kerültek össze, akiktől összesítésben 3-2-re kikaptak.
A klub nagyon aktív volt a januári átigazolási időszakban, leigazolták David Dunnt, Stephen Warnockot, Christopher Sambát és Bruno Bernert. Dominic Matteo, Lucas Neill és Jay McEveley pedig távoztak. A Ligakupából már a harmadik körben kiestek, a Chelsea ellen. Az FA-kupa-szereplés jobban sikerült, kiejtették az Evertont, a Luton Townt, az Arsenalt és a Manchester Cityt is, mielőtt a Chelsea-től kikaptak volna az elődöntőben. A bajnokságban végül a 10. helyen végeztek, amely egy kissé csalódást keltő volt az előző évhez képest.

#### 2007/08
A szezon előtt három új játékost igazolt a Blackburn, egyikük a paraguayi válogatott Roque Santa Cruz volt, aki a Bayern Münchentől érkezett. Mellette a holland U21-es válogatott Maceo Rigters és a tehetséges kapus, Gunnar Nielsen került a csapathoz.
Télen Robbie Savage a Derby Countyhoz igazolt több lehetőség reményében, Andy Taylor és Mark King is távozott. A klubhoz érkezett egy fiatal északír védő, Jonathan Flynn és olyan játékosokkal hozták szóba a Roverst, mint Anders Karlsen, Jason Koumas, Michael Bradley vagy Amdy Faye, de egyikük sem került az Ewood Parkba.
Mikor bebizonyosodott, hogy más esély nincs az UEFA-Kupába jutásra, a gárda az Intertotó Kupa-szereplésért kezdett harcolni, de az idény utolsó mérkőzésén 4-1-re kikaptak a Birminghamtől, így ez az álom szertefoszlott és csak a hetedik helyre sikerült beérniük a végén.

#### 2008/09
2008 májusában sokak meglepődésére az addigi menedzser, Mark Hughes távozott a csapattól és Manchester Cityhez szerződött. A megüresedett munkával számos edzőt hoztak szóba, végül a Milton Keynes Dons menedzsere, korábbi angol játékos, Paul Ince kapta meg a munkát. Sokakat meglepett, hogy egy ilyen tapasztalatlan menedzser ülhet a Rovers kispadjára. A Premier League újonc menedzserének első feladata volt, hogy próbálja megtartani a Blackburn nagyobb neveit, ugyanis Hughes távozása eléggé megrengette a csapat alapjait. Ez nem sikerült túl fényesen, ugyanis a csapat kitűnő kapusa Brad Friedel és a fiatal tehetséges jobb szélső, David Bentley is távozott. Míg előbbi a Martin O'Neal vezette Aston Villához, addig Bentley a Tottenham Hotspurs-höz szerződött. Ince a megüresedett kapus posztra a válogatott és a Spurs hálóőrét Paul Robinsont szerződtette, körülbelül 3.5 millió fontért. Továbbá volt játékosát Keith Andrews-t és az ausztrál válogatott középpályást, Vince Grella-t. A szezon kezdetével a csapat egész szépen szerepelt, viszont hamar kiderült, hogy Ince nem a megfelelő ember a kék-fehérek menedzserének és egy 11 meccsig tartó nyeretlenségi sorozat után távoznia kellett a klubtól. Helyét, a többek között a Boltont és a Newcastle-t is megjárt tapasztalt menedzser, Sam Allardyce vette át. Big Sam nehéz helyzetben kezdte meg Roverses pályafutását. Nem elég, hogy a nyáron távozók nagyban gyengítették a csapatot és a szezon fordulónál a csapat a kiesési helyek egyikén tanyázott, még szembe kellett néznie a klub anyagi problémáival is. Ennek ellenére a téli átigazolási szezonban elég jól vásárolt be, kölcsönvette a francia rutinos hátvédet, Gaël Givet, illetve leigazolta egykori játékosát, El-Hadji Diouf-ot. Az Allardyce vezényelte csapat végül sikeresen elkerülte a kiesést és a 15. helyen fejezte be a 2008/2009-es kiírást. Ez a helyezés igen csak csalódás keltő volt a szezon előtti várakozásokhoz képest, arról nem is beszélve, hogy hány millió fonttól esett el a csapat emiatt.

#### 2009/10
A nyáron elég aktívan igazolt a klub. Hoztak három tapasztalt jobb hátvédet, a dán válogatott Lars Jacobsent, a Real Madrid legendáját Míchel Salgadot és a Spurs hátvédjét, Pascal Chimbondat. Bár utóbbit a védelem bal oldalán képzelte el Sam, betöltve az Aston Villához távozó Stephen Warnock helyét. Azon kívül leigazolták az előző szezonban kölcsönben itt futballozó Gaël Givet is. Big Sam a középpályát is próbálta megerősíteni, ide csábította a dél-afrikai válogatott Elrio van Heerden, aki nem vált be a csapatnál, így azóta már távozott is a klubtól. A védekező középpályás posztra sikerült egy tehetséges fiatal francia játékost, Steven N'Zonzi-t szerződtetni. A csatár posztra is érkeztek játékosok, a fiatal horvát Nikola Kalinic, illetve a Chelsea-től kölcsönbe Franco Di Santo. Kalinic Sam alatt nem túl sok lehetőséget kapott, Sam úgy gondolta kell pár hónap mire beleerősödik a Premier Ligába, így még bizonyítania kell, hogy megérte a körülbelül 6 millió fontos vételárát. Az argentin csatár, Di Santo sem tudott maradandót alkotni a Roversnél, így azóta már nincs a klubnál. Januárban a török Yildiray Bastürk, illetve a fiatal algériai Amine Linganzi érkeztek. Előbbi nem vált be a klubnál, utóbbi nem kapott túl sok lehetőséget a bizonyításra. A 2009/10-es szezon szörnyen kezdődött a csapat számára, az első 4 mérkőzésen 1 pontot szereztek és ennek a formának hála a 11. forduló után is a kieső 18. helyen tanyáztak, 10 ponttal és a mezőny legrosszabb védelmével. Ezután azonban átmenetileg javulni kezdtek az eredmények, 4 meccs alatt gyűjtöttek 8 pontot, de az őszi szezonzárásra megint csak 13-ak voltak 20 ponttal, 2 pontra a kiesőzónától. A szezon második felére viszont a Premier League egyik legjobb védelmével rendelkező (Robinson-Salgado, Samba, Nelsen, Givet) tipikus angolos futballt alakított ki Allardyce. A szezon végén a Blackburn 50 pontot gyűjtött, amivel a bravúrosnak mondható 10. pozíciót szerezte meg, hazai pályán mindössze 3 vereséget szenvedve (Everton:2-3; Manchester City:0-2; Tottenham:0-2), igaz idegenben kínos kudarcok is érték a csapatot, mint például az Arsenal elleni 2-6 vagy a Chelsea elleni 0-5. Allardyce felfogása szerint idegenben minden pont plusz pont. Ki tudja mire lett volna még képes a csapat, ha nem ilyen mentalitásban küldi őket a pályára Allardyce.

#### Felvásárlás
- 2007-ben a klub részvényeinek 99,9%-át birtokló The Jack Walker Trust eladásra hirdette a klubot, úgy érezték a továbbiakban nem tudnák megfelelően támogatni azt.
- 2008 januárjában a korábban a klub iránt érdeklődő, Dan Williams által vezetett csoport kihátrált az üzletből. A Rovers készen áll a felvásárlásra és akadnak még érdeklődők, például a JJB sportszergyártó cég tulajdonosa, Chris Ronnie és egy izlandi csoport. Egyelőre azonban egyikük sem állt elő konkrét ajánlattal.
- 2010-ben több üzleti csoport is tett ajánlatot a Roversért, a Trust nem akarta elsietni az eladást, szerettek volna ragaszkodni a Jack Walker által kikövezett úthoz és csak olyanok kezébe akarták adni a klubot akik hasonlóképpen gondolkodnak. Hosszas tárgyalások után, végül a legutoljára ajánlatot tevő indiai milliárdosok, a Rao család és a direkt a klub megvásárlásához létrehozott Venky's London Limited cég lett a befutó. 23 millió fontot fizettek a klubért, illetve átvállalták a 20 milliós adósságot.

#### 2010/11
A nyáron 2 új játékos érkezett a kék-fehérekhez: Benjani Mwaruwari ingyen a „Manszúrsejk” Citytől, Mame Diouf kölcsönben a Manchester Unitedtől, viszont távozott többek között Yildiray Bastürk, Maceo Ridgers és Lars Jacobsen is. Az új tulajdonosokkal nem sikerült megegyezni még az átigazolási szezon alatt, így a pénzhiány miatt nem túl jóra sikeredett nyári bevásárlás után érezni lehetett, hogy a felsőház is nagy kihívás lesz a csapat számára. Ennek ellenére egész jól játszottak Sam fiai, néhol elég látványosan is. Novemberben a Trust megegyezett a Rao családdal, így onnantól számítva ők lettek a klub tulajdonosai. Első megdöbbentő klubbal kapcsolatos döntésükre egy hónappal később, decemberben került sor, mikor is elbocsátották a menedzsert, Sam Allerdyce-ot és segítőjét Neil McDonald-ot. A szurkolók érthetetlenül álltak a dolog előtt, bár sokan nem nézték jó szemmel Sam „hoofball”-nak is csúfolt ívelgetésre épülő, nem túl kreatív játékstílusát, de egy menedzsert szezon közepén, ráadásul az egyik legfontosabb időszakban, az év végi sűrű program előtt elbocsátani felelőtlen dolog. Ráadásul úgy, hogy nem is volt jelölt a megüresedett posztra, illetve a csapat az igazolások hiányának ellenére is egy elfogadhatónak mondható 13. helyen állt. Így megfelelő utód keresése helyett megtették a nulla menedzseri múlttal rendelkező, a csapatnál első számú edzőként tevékenykedő Steve Keant, mint átmeneti menedzsert. Nem sokkal ezután nagyobbnál-nagyobb nevek röppentek fel a médiában a lehetséges új menedzser kilétéről, még Maradona neve is többször címlapra juttatta a csapatot. Ám néhány jobb eredmény hatására a focihoz semennyire nem értő indiai család szerződést ajánlott Kean-nek és lenyilatkozták, hogy vele képzelik el a csapat jövőjét.
Kean januárban megpróbálta megerősíteni a csapatot, hogy sikerüljön a 10-13. helyen végezni, viszont erre nem sok pénzt kapott, ugyanis az indiaik úgy képzelték el, hogy majd nyáron nyúlnak mélyebben a zsebükbe mikor visszaállnak az ilyenkor irreálisan megnövekvő játékos árak. Annak ellenére, hogy az átigazolási időszak elején még olyan játékosokkal hozták szóba a klubot, mint David Beckham vagy Ronaldinho. Viszont az új helyzet hatására Kean kénytelen volt kölcsönjátékosokban gondolkodni. A csapathoz csábította félévre a klub egykori játékosát, a paraguayi Roque Santa Cruz-t, illetve a Schalke keretéből ideiglenesen kikerült Jermaine Jones-t. Az utolsó pillanatokban sikerült még megvenni a Barcelona egyik fiatal tehetségét, Rubén Rochina-t, illetve az argentin tehetséges középpályást, Mauro Formica-t.
Az új igazolások nem nagyon váltották be a hozzájuk fűzött reményeket. Formica és Rochina egyértelműen a jövő igazolásai, nem álltak készen az első keretre, bár utóbbi egy-kétszer megkapta lehetőséget és nagyon biztató teljesítményt nyújtott. Santa Cruz nem váltotta meg a világot, pedig a Roversnek szűksége lett volna egy gólerős csatárra. Egyedül J.Jones kölcsönzése erősítette a kezdőcsapatot, egyre jobban felvette a PL ritmusát és nem egyszer nyújtott kitűnő teljesítményt.
A Rovers a tapasztalatlan Kean irányítás alatt elkezdett lefelé csúszni a tabellán és a száműzött Ince-hez hasonló, sőt azt is túlszárnyaló nyeretlenségi sorozatba vezette a csapatot. Egyre valószínűbbé vált, hogy a kiesés elkerülése lesz a csapat célja a szezon hátralévő részére, ezt még csak tetézte, hogy hosszú évek óta példátlanul sűrű volt a mezőny, így sokáig még a 10. helyen tanyázó klub sem érezhette magát 100%-os biztonságban. További súlyosbító tényező volt, hogy a hosszú évek óta a klubnál tevékenykedő, a szurkolók által szeretett elnök John Williams is távozni kényszerült, mivel nem értett egyet az indiaik több hajmeresztő döntéseivel, többek között, hogy Kean a vezetőséget teljesen megkerülve közvetlenül az indiaiknak jelentsen a Roverset érintő minden kérdéseben, ráadásul úgy, hogy havonta elrepüljön a Rao család Indiában található székhelyére, Pune-ra. A szezon utolsó meccséig megvolt az esély, hogy elbúcsúzik a Blackburn Rovers az első osztálytól, végül az utolsó fordulóban régóta nem látott szép játékkal 3:2-re verték a szintén a bent maradásért küzdő Wolves csapatát. Ezzel beállítva a nem túl rózsás, de bent maradást érő 15. helyet. A szezon pozitívumai közé tartozik ellenben, hogy több játékost is felhoztak az akadémiáról, akik közül kettő védő, Phil Jones és Grant Hanley többször bizonyított is. Sőt Jones fiatal kora ellenére stabil kezdővé vált a Roversben, bár többször védekező középpályást játszott. Mivel saját nevelésű játékos, a szurkolók rögtön a szívükbe zárták a fiatal srácot.

#### 2011/12 – Hatalmas csalódás és újabb kiesés
A következő szezont megelőző nyáron mindenki azt várta, hogy a Rao család betartja az ígéretét és nagy neveket szerződtet a klubhoz, viszont ez elmaradt. Egyesek úgy vélik az indiaiknak nem voltak tisztában azzal, hogy mekkora pénzeket kell kifizetniük egy-egy játékosért, sőt a fizetéseket bele sem kalkulálták a tervekbe. Tovább tetézte a bajt, hogy Sir Alex Ferguson szemet vetett az előző szezonban brillírozó fiatal angol védőre, Phil Jonesra, és közel 20 millió euróért sikerült is a Vörös Ördögökhöz csábítania. A szurkolók becsapva érezték magukat Jones miatt, aki nem sokkal előtte írta alá új,  ötéves  szerződését. A távozók csapatát erősíti még a tapasztalt védő, Zurab Khizanishvili (ingyen), a tehetséges kapus, Frank Fielding (350 ezer), a több lehetőségre vágyó hálóőr, Jason Brown (ingyen), El-Hadji Diouf, Brett Emerton (ingyen), Benjani (ingyen), Maceo Rigters (ingyen), illetve a 2009 nyarán vásárolt fiatal csatár, Nikola Kalinic is. Utóbbi nem váltotta be a hozzáfűzött reményeket, így egy millió euróval a megszerzési ára alatt, 6 millióért tovább állt az ukrán Dnipro Dnipropetrovsk csapatához. Az előző szezonban kölcsönben a Blackburn futballozó amerikai Jermaine Jones vételáráról nem tudott megállapodni a két klub, így az előző szezonban a bent maradásban oroszlánrészt vállaló középpályás a szurkolók nagy bánatára visszatért Németországba.
Érkező fronton sem volt túl rózsás a helyzet, Jordan Slew érkezett a Sheffield United csapatától, a Phil Jones távozásával megüresedő helyet a Birmingham védőjével, Scott Dann-nel pótolta. Leigazolta még a tapasztal brazil védőt Bruno Ribeiro-t, a Partizan-nal futballozó védekező középpályást Radosav Petrovic-ot, a skót csatárt, David Goodwillie-t, a montenegrói Simon Vukcevic-et, illetve a Premier League egyik rutinos játékosát Yakubu Aiyegbeni-t. Kean igazolásai kijöttek a Jones után kapott pénzből, a klub így Kalinic eladásával több milliós pluszban zárta a nyári bevásárlást. A szurkolók nem voltak elégedett az átigazolási időszakkal, semmit nem láttak a Rao család ígéreteiből, ráadásul véleményük szerint gyengült a klub kerete. Az idő később őket igazolta, ugyanis egyedül Yakubu váltotta be a hozzáfűzött reményeket, elkezdte a góltermelést és egészen 17 gólig jutott a szezonban, amelyet csak Agüero, Rooney és van Persie tudott túlszárnyalni.
A szezon pocsékul kezdődött a lancashire-i klubnak. Igaz, hogy hazai pályán 4-3-ra legyőzték az Arsenalt az 5. fordulóban, de mind előtte, mind utána folyamatosan hullajtották a pontokat. Karácsonykor, nagyjából egy évre rá, hogy Steve Kean lett a menedzser, a csapat a szégyenteljes 20., azaz az utolsó helyen tanyázott. Bár szilveszter napján sikerült megtréfálniuk a 70. születésnapját ünneplő Ferguson legényeit és 3-2-re diadalmaskodtak az Old Traffordon, Kean irányítása alatt egyre inkább képbe került, hogy 12 év után ismét másodosztályú lesz a klub. A szurkolók követelték, hogy rúgják ki és hozzanak egy új menedzsert, de a Rao család kiállt Kean mellett.
Januárban távozott a klub korábbi három kulcs-figurája, Keith Andrews, Jason Roberts és a csapatkapitány helyettes, Ryan Nelsen. Az érkezők ismét nem erősítettek sokat a csapaton, Bradley Orr igazolt a QPR-től, illetve Martin Olsson testvére, Marcus. Az elmúlt hónapokat a negatív szurkolói vélemények jellemezték. Több tüntetés is volt Kean, illetve a tulajdonosok ellen. A klubot hűségesen szolgáló stábtagok is sorra hagyták faképnél az indiai tulajokat. Februárra a Rovers még mindig a kiesőhelyen tanyázott, úgy hogy negyedikén az előző meccsen szoros küzdelemben legyőzött Arsenal most átgázolva a Roversen 7-1-re diadalmaskodhatott. Kean soha nem látott negatív mutatókat produkált, az addig lejátszott 52 meccsből mindössze 13 sikerült megnyernie. Ennek ellenére sem az országos média, sem a többi klub menedzsere nem értette a szurkolói körökben, illetve a helyi lapoknál jellemző Kean-ellenes légkört. Az idő múlásával egyre biztosabbá vált a kiesés és az utolsó előtti, május hetedikei Wigan elleni meccsen be is következett a szurkolók rémálma, több, mint egy évtizedes elsőosztályú szereplés után a klub kiesett a világ egyik legerősebb bajnokságából. Őket a szintén küszködő Wolverhampton Wanderers és a fiatal, válogatott magyar kapust, Bogdán Ádámot soraiban tudú Bolton Wanderers követte.

## Klubszínek és címerek

### A színek története
A Rovers hazai mezei mindig is ugyanazon dizájn szerint készültek, a klubot jellemező kék-fehér szín választotta ketté őket. Az ujjak mindig ellentétes színűek voltak, mint az adott oldal színe. Kezdetben a sort fehér, a sportszár sötétkék volt. Viszont ez az évek során több alkalommal is változott. Volt példa kék sortra és fehér sportszárra is. Az idegenbeli mez az idők folyamán számtalanszor változott, volt sötétkék, piros-fekete, piros, fehér, fekete, sőt még sárga is. Jelenleg piros idegenbeli szerelésben lép pályára a csapat.
A klub címerében szereplő vörös rózsa a történelmi Lancester-ház címerében szereplő vörös rózsa, mely Lancashire megye zászlajában is megtalálható. A XV. századi, évtizedekig tartó Rózsák háborújában két királyi család, a Lancester-ház (vörös rózsa) és a York-ház (fehér rózsa) harcolt az angol trónért, mely végül a Lancester-ház győzelmével és a Tudor dinasztia felemelkedésével ért véget (VII. Henrik).  

### Szponzorok
Mezszponzorok:
- Perspex (1984-91)
- McEwan's Lager (1991-96)
- CIS (1996-2000)
- Time Computers (2000-02)
- AMD (2002-2003)
- HSA (2003-05)
- Lonsdale (2005-06)
- Bet24 (2006-08)
- Crown Paints (2008-11)
- Venkys (2011) [előszezon Indiában és 2011 Barclays Asia Trophy]
- The Prince's Trust (2011-2012)
- Probiz (2013-2013)
- RFS (2013-)

Sportszergyártók:
- Umbro (1974–1981)
- Spall (1981–1988)
- Ellgren (1988–1990)
- Ribero (1990–1992)
- Asics (1992–1998)
- Uhllsports (1998–2000)
- Kappa (2000–2004)
- Lonsdale (2004–2007)
- Umbro (2007–2013)
- Nike (2013-)

## Ewood Park
A Blackburn játszik legrégebben jelenlegi stadionjában. A Stamford Bridge és az Anfield is korábban épült, mint az Ewood Park, de a Chelsea és a Liverpool később költözött be. A stadion a Darwen folyó partján található Blackburnben, Lancashire-ben.

## Szurkolók
A Blackburn Rovers szurkolói több klubot is alakítottak, hogy könnyebben el tudjanak utazni az Ewood Parkba a hazai meccskre. Ennek ellenére a kék-fehérek hazai mérkőzéseit látogatják a legkevesebben a stadionjuk méretéhez képest.

## Sikerlista
3-szoros angol bajnok: 1912, 1914, 1995
6-szoros FA kupa győztes: 1884, 1885, 1886, 1890, 1891, 1928
1-szeres UEFA Intertotó-kupa győztes: 2007
2-szeres FA kupa döntős: 1882, 1960
1-szeres ligakupa-győztes: 2002
1-szeres Full Members kupa-győztes: 1987
1-szeres Charity Shields győztes: 1912
16-szoros Lancashire kupa győztes: 1882, 1883, 1884, 1885, 1896, 1901, 1902, 1904, 1907, 1909, 1911, 1945, 1983, 1985, 1987, 1989

## Fiatalok Sikerei
1-szeres FA kupa győztes: 1959
2-szeres FA kupa döntős: 1998, 2000

## Játékoskeret
2019. március 23-án lett frissítve:
| Mezszám       | Név                | Nemzet   | Posztok     | Szül. év (kor)                 | Megjegyzés:                 |         |         |         |         |
| Kapusok       | Kapusok            | Kapusok  | Kapusok     | Kapusok                        | Kapusok                     | Kapusok | Kapusok | Kapusok | Kapusok |
| ------------- | ------------------ | -------- | ----------- | ------------------------------ | --------------------------- | ------- | ------- | ------- | ------- |
| 1             | David Raya         | spanyol  | kapus       | 1995. szeptember 15. (29 éves) |                             |         |         |         |         |
| 13            | Jayson Leutwiler   | kanadai  | kapus       | 1989. április 25. (35 éves)    |                             |         |         |         |         |
| Védők         |                    |          |             |                                |                             |         |         |         |         |
| 2             | Ryan Nyambe        | Namíbiai | hátvéd      | 1997. december 4. (27 éves)    |                             |         |         |         |         |
| 3             | Derrick Williams   | ír       | hátvéd      | 1993. január 17. (32 éves)     |                             |         |         |         |         |
| 5             | Jack Rodwell       | angol    | hátvéd      | 1991. március 11. (34 éves)    |                             |         |         |         |         |
| 14            | Charlie Mulgrew    | skót     | hátvéd      | 1986. március 6. (39 éves)     | csapatkapitány              |         |         |         |         |
| 17            | Amari'i Bell       | angol    | hátvéd      | 1994. május 5. (30 éves)       |                             |         |         |         |         |
| 26            | Darragh Lenihan    | ír       | hátvéd      | 1994. március 16. (31 éves)    |                             |         |         |         |         |
| 38            | Tyler Magloire     | angol    | hátvéd      | 1997. december 21. (27 éves)   |                             |         |         |         |         |
| Középpályások |                    |          |             |                                |                             |         |         |         |         |
| 4             | Harrison Reed      | angol    | középpályás | 1995. január 27. (30 éves)     | kölcsönben a Southamptontól |         |         |         |         |
| 6             | Richard Smallwood  | angol    | középpályás | 1990. december 29. (34 éves)   |                             |         |         |         |         |
| 8             | Joe Rothwell       | angol    | középpályás | 1995. január 11. (30 éves)     |                             |         |         |         |         |
| 11            | Harry Chapman      | angol    | középpályás | 1997. november 5. (27 éves)    |                             |         |         |         |         |
| 18            | Jacob Davenport    | angol    | középpályás | 1998. december 28. (26 éves)   |                             |         |         |         |         |
| 22            | Ben Gladwin        | angol    | középpályás | 1992. június 8. (32 éves)      |                             |         |         |         |         |
| 23            | Bradley Dack       | angol    | középpályás | 1993. december 31. (31 éves)   |                             |         |         |         |         |
| 27            | Lewis Travis       | angol    | középpályás | 1997. október 16. (27 éves)    |                             |         |         |         |         |
| 29            | Corry Evans        | északír  | középpályás | 1990. július 30. (34 éves)     |                             |         |         |         |         |
| 31            | Elliott Bennett    | angol    | középpályás | 1988. december 18. (36 éves)   |                             |         |         |         |         |
| 32            | Craig Conway       | skót     | középpályás | 1985. május 2. (39 éves)       | csapatkapitány-helyettes    |         |         |         |         |
| 39            | John Buckley       | walesi   | középpályás | 1999. október 13. (25 éves)    |                             |         |         |         |         |
| Csatárok      |                    |          |             |                                |                             |         |         |         |         |
| 7             | Adam Armstrong     | angol    | csatár      | 1997. február 10. (28 éves)    |                             |         |         |         |         |
| 9             | Dominic Samuel     | angol    | csatár      | 1994. április 1. (30 éves)     |                             |         |         |         |         |
| 10            | Danny Graham       | angol    | csatár      | 1985. február 12. (40 éves)    |                             |         |         |         |         |
| 19            | Ben Brereton       | angol    | csatár      | 1999. április 18. (25 éves)    |                             |         |         |         |         |
| 24            | Joe Nuttall        | angol    | csatár      | 1997. január 27. (28 éves)     |                             |         |         |         |         |
| 24            | Daniel Butterworth | angol    | csatár      | 1999. szeptember 14. (25 éves) |                             |         |         |         |         |

### Kölcsönben
| #             | Név              | Nemzet  | Posztok     | Szül. év (kor)                 | kölcsönben:                       | meddig:            |         |         |         |
| kapusok       | kapusok          | kapusok | kapusok     | kapusok                        | kapusok                           | kapusok            | kapusok | kapusok | kapusok |
| ------------- | ---------------- | ------- | ----------- | ------------------------------ | --------------------------------- | ------------------ | ------- | ------- | ------- |
| 33            | Andy Fisher      | angol   | kapus       | 1998. február 12. (27 éves)    | kölcsönben a FC United-nél        | 2019. június 30-ig |         |         |         |
| hátvédek      |                  |         |             |                                |                                   |                    |         |         |         |
| 25            | Paul Downing     | angol   | hátvéd      | 1991. október 26. (33 éves)    | kölcsönben a Doncaster Rovers-nél | 2019. június 30-ig |         |         |         |
| 30            | Sam Hart         | angol   | hátvéd      | 1996. szeptember 10. (28 éves) | kölcsönben a Southend United-nél  | 2019. június 30-ig |         |         |         |
| —             | Matthew Platt    | angol   | hátvéd      | 1997. október 3. (27 éves)     | kölcsönben a Southport-nál        | 2019. június 30-ig |         |         |         |
| —             | Scott Wharton    | angol   | hátvéd      | 1997. október 1. (27 éves)     | kölcsönben a Bury-nál             | 2019. június 30-ig |         |         |         |
| Középpályások |                  |         |             |                                |                                   |                    |         |         |         |
| —             | Lewis Hardcastle | angol   | középpályás | 1998. július 4. (26 éves)      | kölcsönben a Barrow-nál           | 2019. június 30-ig |         |         |         |
| —             | Brad Lyons       | északír | középpályás | 1997. május 26. (27 éves)      | kölcsönben a St. Mirren-nél       | 2019. június 30-ig |         |         |         |
| Csatárok      |                  |         |             |                                |                                   |                    |         |         |         |
| —             | Lewis Mansell    | walesi  | csatár      | 1997. szeptember 20. (27 éves) | kölcsönben a Partick Thistle-nél  | 2019. június 30-ig |         |         |         |

2013. szeptember 3. szerint.
| #  |     | Poszt | Név                                                            |
| -- | --- | ----- | -------------------------------------------------------------- |
| —  | ENG | K     | Matthew Urwin (Kölcsönben: Stalybridge Celtic - 2013.11.23-ig) |
| —  | ENG | V     | Ryan Edwards (Kölcsönben: Chesterfield - 2013.08.24-ig)        |
| —  | POR | V     | Nuno Henrique (Kölcsönben: Arouca - 2014.06.31-ig)             |
| —  | ENG | V     | Jack O’Connell (Kölcsönben: Rochdale - 2014.01.05-ig)          |
| 22 | ENG | V     | Bradley Orr (Kölcsönben: Blackpool - 2014.01.02-ig)            |

| # |     | Poszt | Név                                                             |
| - | --- | ----- | --------------------------------------------------------------- |
| — | ENG | CS    | Anton Forrester (Kölcsönben: Bury - 2014.01.18-ig)              |
| — | SCO | CS    | David Goodwillie (Kölcsönben: Dundee United FC - 2014.01.02-ig) |
| — | ENG | CS    | Curtis Haley (Kölcsönben: Bamber Bridge- 2013.09.28-ig)         |
| — | POR | CS    | Edinho Júnior (Kölcsönben: Whitehawk - 2013.09.17-ig)           |

### Tartalék keret
2013. február 4. szerint.
| # |     | Poszt | Név              |
| - | --- | ----- | ---------------- |
|   | ENG | KP    | Robbie Cotton    |
|   | ENG | V     | Will Beesley     |
|   | ENG | CS    | Micah Evans      |
|   | FRA | K     | Christopher Dilo |
|   | ENG | V     | Ryan Edwards     |
|   | ESP | KP    | Hugo Fernandez   |
|   | ENG | KP    | Reece Hands      |
|   | ENG | KP    | Raheem Hanley    |
|   | ENG | V     | Peter Wylie      |

| # |     | Poszt | Név             |
| - | --- | ----- | --------------- |
|   | IRL | KP    | Darragh Lenihan |
|   | AUS | CS    | Jamie Maclaren  |
|   | ENG | CS    | Osayamen Osawe  |
|   | NZL | CS    | Tim Payne       |
|   | AUS | K     | Sebastian Usai  |
|   | ENG | V     | Jack O’Connell  |
|   | IRL | KP    | John O'Sullivan |
|   | ENG | K     | Matthew Urwin   |

### Akadémia
2013. február 4. szerint.
| # |     | Poszt | Név             |
| - | --- | ----- | --------------- |
|   | ENG | V     | Jordan Anderson |
|   | ENG | V     | Bradley Bauress |
|   | ENG | KP    | Tom Brown       |
|   | ENG | KP    | Will Butterwick |
|   | ENG | CS    | Modou Cham      |
|   | ENG | V     | Kellen Daly     |
|   | ENG | CS    | Curtis Haley    |
|   | ENG | KP    | Callum Harris   |
|   | ENG | CS    | Ryan Humphreys  |

| # |     | Poszt | Név             |
| - | --- | ----- | --------------- |
|   | ENG | KP    | Danny Laverty   |
|   | ENG | V     | Tom Paul        |
|   | GER | CS    | Deniz Pero      |
|   | ENG | CS    | Jordan Preston  |
|   | ESP | CS    | David Raya      |
|   | ENG | CS    | Dean Rittenberg |
|   | ESP | CS    | Yeray Torres    |
|   | ENG | KP    | Ian Vicars      |
|   | ENG | KP    | Brice Wassi     |

### Egykori és jelenlegi híres játékosok
| Anglia - Mark Atkins - David Batty - Ken Beamish - Marcus Bent - David Bentley - Tommy Briggs - Ronnie Clayton - Andrew Cole - Bob Crompton - Bryan Douglas - David Dunn - Bill Eckersley - Derek Fazackerley - Garry Flitcroft - Tim Flowers - Jimmy Forrest - Tony Gale - Simon Garner - Craig Hignett - Matt Jansen - Eddie Latheron - Graeme Le Saux - Bobby Mimms - Mike Newell - Keith Newton - Tony Parkes - Darren Peacock - Eddie Quigley - Stuart Ripley - Scott Sellars - Alan Shearer - Tim Sherwood - Craig Short - Jack Southworth - David Speedie - Chris Sutton - David Thompson - Andy Todd - Stephen Warnock - Dave Whelan - Jason Wilcox - Paul Robinson |  |  | Skócia - Steve Archibald - Barry Ferguson - Kevin Gallacher - Paul Gallagher - Colin Hendry - Ally MacLeod - Billy McKinlay Írország - Lee Carsley - Damien Duff - Shay Given - Jeff Kenna - Alan Mahon - Jason McAteer - Kevin Moran - Steven Reid Észak-Írország - Noel Brotherston - Derek Dougan - Alan Fettis - Keith Gillespie - Gary Hamilton - Allan Hunter - Damien Johnson - Jimmy Quinn Wales - Craig Bellamy - Nathan Blake - Chris Coleman - Mike England - Mark Hughes - Robbie Savage - Roy Vernon Argentína - Ossie Ardiles Ausztrália - Brett Emerton - John Filan - Lucas Neill - Robbie Slater - Frank Talia |  |  | Chile - Carlos Villanueva Dánia - Ben Arentoft - Per Frandsen - Per Pedersen Franciaország - Youri Djorkaeff - Marc Keller - Sebastian Perez - Florent Sinama-Pongolle - Patrick Valéry Feröer-szigetek - Gunnar Nielsen Finnország - Peter Enckelman - Shefki Kuqi Grúzia - Zurab Khizanishvili Németország - Markus Babbel - Segio Peter Görögország - Giorgos Donis Grenada - Jason Roberts Izrael - Eyal Berkovic Olaszország - Lorenzo Amoruso - Dino Baggio - Corrado Grabbi Hollandia - André Ooijer - Maceo Rigters - Richard Witschge Új-Zéland - Ryan Nelsen |  |  | Norvégia - Martin Andresen - Henning Berg - Stig Inge Bjørnebye - Lars Bohinen - Tore Pedersen - Morten Gamst Pedersen - Egil Østenstad Paraguay - Roque Santa Cruz Dél-afrikai Köztársaság - Benni McCarthy - Aaron Mokoena Szlovákia - Vratislav Greško Spanyolország - Javier de Pedro Svédország - Patrik Andersson - Martin Dahlin - Nils-Eric Johansson - Martin Olsson Svájc - Bruno Berner - Stephane Henchoz - Johann Vogel Trinidad és Tobago - Dwight Yorke Törökország - TUgay Kerimoğlu - Hakan Şükür - Hakan Ünsal Amerikai Egyesült Államok - Brad Friedel - Roy Wegerle |

## Lásd még

### Elérhetőségei
- Címe: Ewood Park, Blackburn, BB2 4JF
- Telefonszáma: 00-44-1254-698888
- Telefaxszáma: 00-44-1254-671666
- Internetcíme: www.rovers.co.uk